# ダメ男数え唄
「ダメ男数え唄」（ダメおとこかぞえうた）は、歌手・石川さゆりの3作目の配信シングル。2023年10月19日にテイチクエンタテインメントより発売された。

## 概要
- 日本テレビ系ドラマ『コタツがない家』主題歌として制作された[1]。
- 石川は当初、世間から「演歌じゃないの？」とフィルターが掛かることを危惧して、自身が演歌歌手でもあることから、名前が出ることに抵抗があったという[2]。
- アップテンポな仕上がりになっており、初めて聴いたときに「こんな曲、歌いたい！」と思えるような曲になったという。

## 収録曲
1. ダメ男数え唄
作詞：金子茂樹／作・編曲：阿久津健太郎
  - 日本テレビ系ドラマ『コタツがない家』主題歌。
2. ダメ男数え唄（オリジナル・カラオケ）